# Hettitisk konst

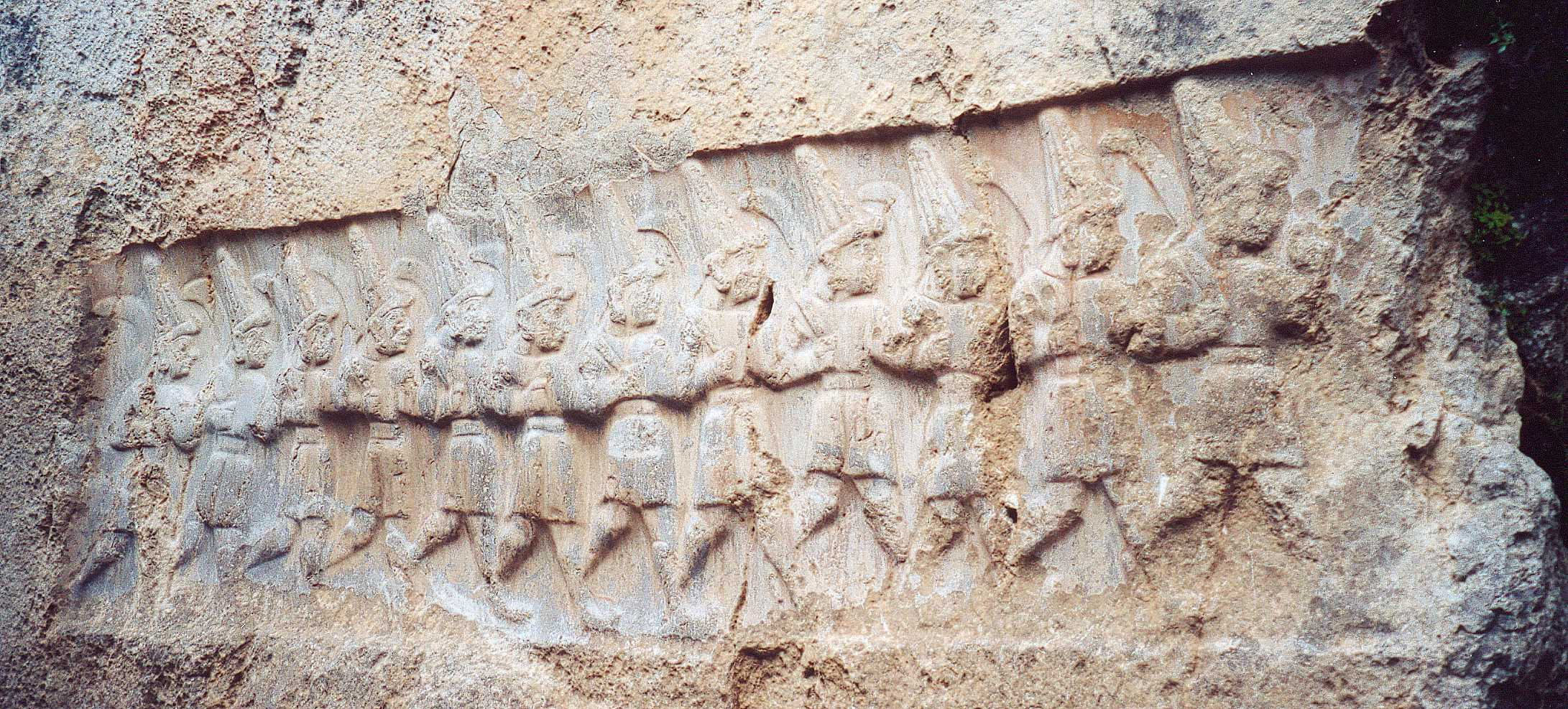
Relief med underjordens tolv gudar, Yazılıkaya, Turkiet.
Bild: China Crisis, juli 2005. (CC-BY 2.5)

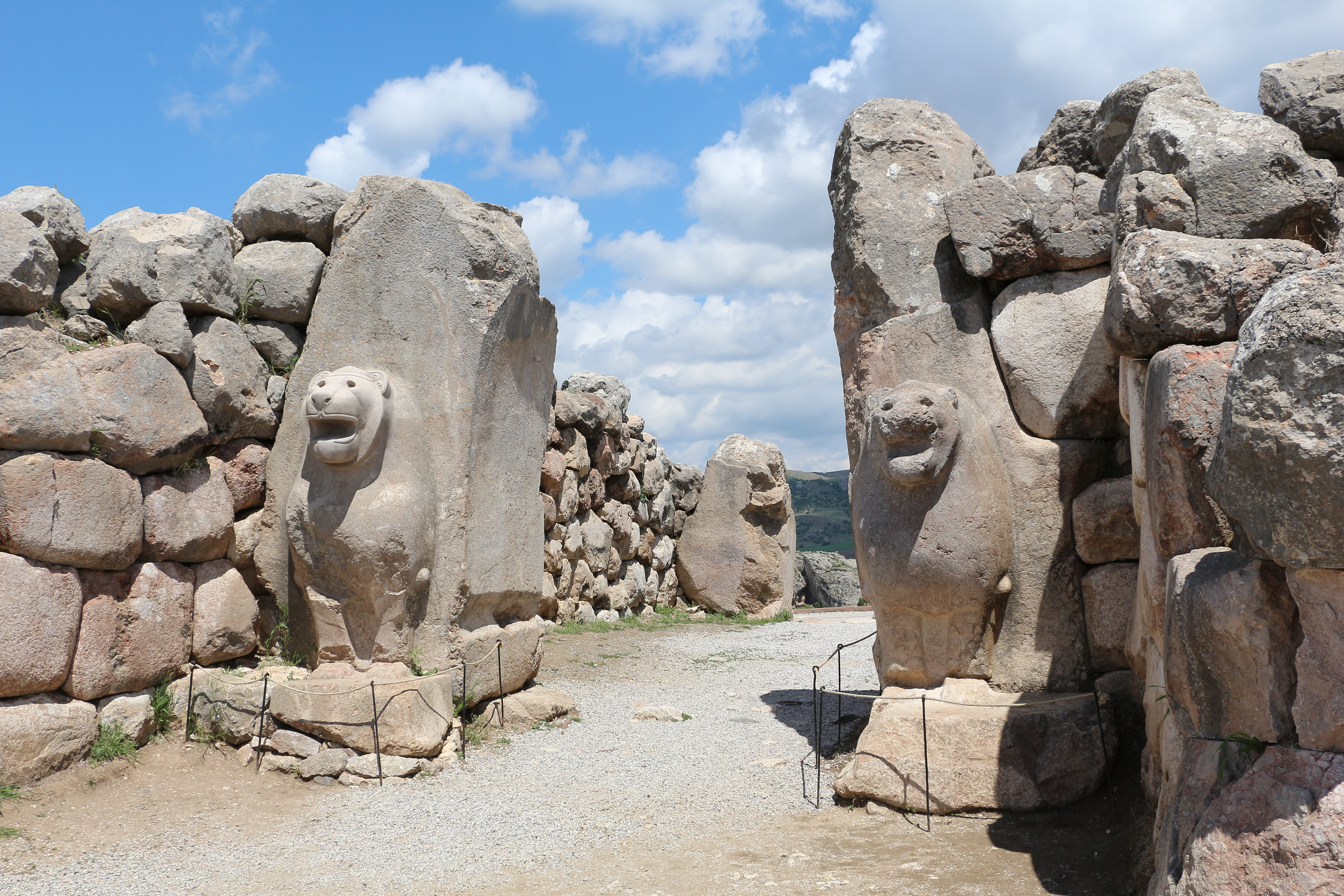
En av de två lejonportarna i Hattusa i Turkiet med fragment av en för hettitisk arkitektur typisk valvbåge.
Bild: China Crisis, juli 2001. (CC-BY 2.0)

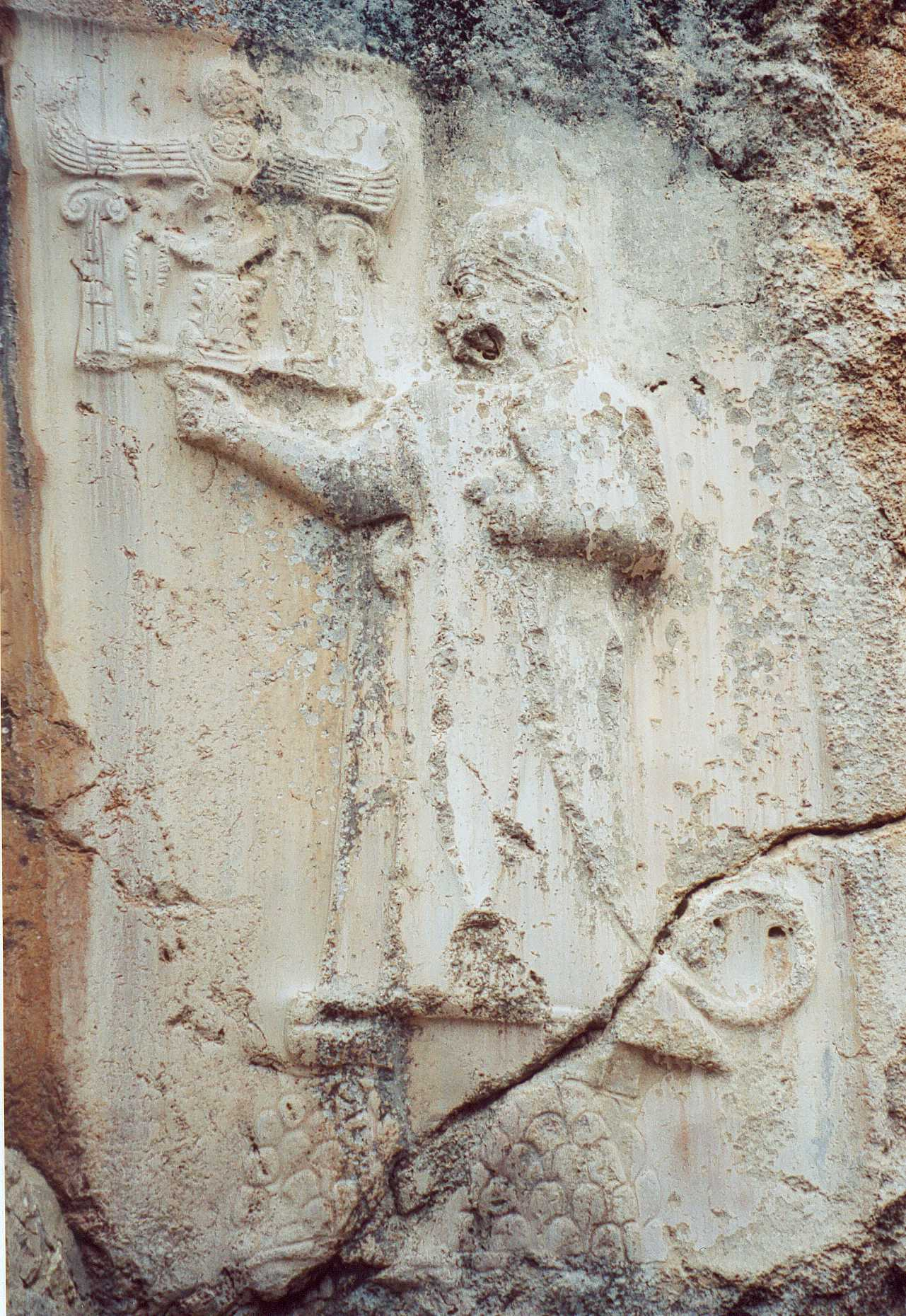
Relief av Tudhaliya IV, Yazılıkaya, Turkiet.
Bild: China Crisis, juli 2005. (CC-BY 2.5)

Hettiterna införlivade det hurritiska Mitanniriket ca 1350 f.Kr., men  den hettitska konsten påverkades av hurriterna och kom att överleva det hettitiska imperiet. Efter det hettitiska imperiets undergång motsatte sig flera hettitiska stadsstater den nya assyriska stormakten, och den hettitiska kulturen fortlevde och blev ett uttryck för oberoende samtidigt som den upptog element från både egyptisk och fenicisk konst.

## Arkitektur
Hettiterna verkade i Anatolien där tillgången på sten och trä var god och alla deras bostäder uppfördes som korsvirkeshus på stengrund. Dessa hettitiska bostadshus var megaroner, långhus med ingång i kortsidan som de senare i Mykene, medan de hurritiska byggnaderna var av hilanityp, med ingång genom en portik på ena kortsidan, som de på Kreta. Både genom byggnadernas plan och deras dekoration återknyter denna åtskillnad till skillnaderna i det antika Grekland.

## Skulptur
Den hettitiska skulpturen bestod framför allt av reliefer, ortostater och dekorerade kolonner. Då materialet ofta bestod av mycket hård sten som basalt förblev den hettitiska skulpturen stiliserad, och motiven lånades ofta in från strids-, processions- och introduktionsscener på till exempel sigill.

## Lista över hettitiska konstverk
- Relief i klipphelgedomen vid Bogazköy, 1 300 f.Kr.
- Guden vid Karkemish
- Relief från Karatepe, 800 f.Kr.